# Jacques Chabassol
Jacques Chabassol, né le 4 juin 1935 à Paris et mort le 5 avril 2017 à Gordes, est un acteur français.

## Biographie
Fils d'un épicier ardéchois installé à Montmartre, Jacques Chabassol a été acteur au théâtre et au cinéma avant de devenir restaurateur : il s'est en outre consacré à la décoration, en collaboration avec Louis Le Barbenchon.

## Filmographie
- 1954 : Avant le déluge d'André Cayatte : Jean Arnaud
- 1954 : L'Affaire Maurizius de Julien Duvivier : Etzel Andergast
- 1954 : Huis clos de Jacqueline Audry : Pierre
- 1958 : Les Tricheurs de Marcel Carné : Daniel
- 1959 : La Nuit des traqués de Bernard Roland
- 1960 : Marche ou crève de Georges Lautner : Émile
- 1961 : Arrêtez les tambours de Georges Lautner : un résistant
- 1963 : Le Voyage à Biarritz de Gilles Grangier : Charles Dodut

## Théâtre
- 1953 : Le Piège à l'innocent d'Eduardo Sola Franco, mise en scène Jean Le Poulain, Théâtre de l'Œuvre (Paris) : le petit Rigolo